# Ďurčo Zoltán
Ďurčo Zoltán (Vicsápapáti, 1953. április 14.) a nyitrai egyházmegye magyar hívekért felelős püspöki helynöke, esperes.

## Élete
1976. június 6-án szentelték pappá. Eddig Gútán, Komáromban, Lekéren és 1991-től Érsekújvár plébánosaként szolgált.
2010-ben Érsekújvárott Viliam Judák püspök iktatta be helynöki tisztségébe. Vezette a Jó Pásztor Alapítványt, amelynek célja többek között a felvidéki magyar papképzés és kántorképzés támogatása.
Támogatásával avattak Nyitraújlak templomában magyar, lengyel és szlovák nyelvű emléktáblát, 2016-ban Érsekújváron szobrot állítottak Esterházy Jánosnak (Esterházy János Polgári Társulás). Sokat tett az alsóbodoki Esterházy János-emlékhely létrehozásáért is. 2020-ben felszentelte az érsekújvári hősök oszlopát. Segítette a Bibliotheka Kaláka magánkönyvtárat.

## Elismerései
- 2011 A Magyar Érdemrend lovagkeresztje[4]
- 2019 Esterházy-díj[5]